# Marcelo Aro
Marcelo Guilherme de Aro Ferreira (Belo Horizonte, 12 de junho de 1987) é um jornalista, advogado, mestre em Direito Constitucional e político brasileiro filiado ao Progressistas. 

## Biografia
Marcelo é filho do deputado estadual Zé Guilherme e da vereadora de Belo Horizonte Professora Marli. Sua família controla a Federação Mineira de Futebol (FMF) desde 1966, quando o Coronel José Guilherme Ferreira assumiu o controle da Federação no contexto da Ditadura Militar. O Coronel passou décadas no controle da Federação e posteriormente passar o controle para seu filho Edmar Guilherme Ferreira, tio de Marcelo. Atualmente, seu irmão Adriano Aro é o presidente da FMF e Marcelo ocupa o posto de vice-presidente.

## Carreira política
Começou sua carreira política como vereador em Belo Horizonte, aos 25 anos, eleito em 2012 com 9.412 votos.
Foi eleito deputado federal em 2014, para a 55ª legislatura (2015-2019), pelo PHS, com 87.113 votos, representando 0.86% do total de votos válidos.

### Deputado Federal (2015-2023)
Em 17 de abril de 2016, Marcelo votou a favor do processo de impeachment contra Dilma Rousseff.
No dia 12 de setembro de 2016, não compareceu ao plenário da Câmara Federal para votar na sessão que decidiu pela cassação de Eduardo Cunha.
Em novembro de 2016, Marcelo Aro foi defensor das 10 medidas contra a corrupção, propostas pelo Ministério Público Federal. Foi o único deputado federal mineiro que votou a favor do projeto original, votando contra os destaques apresentados pelos outros parlamentares como crime de responsabilidade a juízes e promotores.
Em abril de 2017 foi favorável à Reforma Trabalhista. 
Em agosto e outubro de 2017 votou duas vezes contra o processo em que se pedia abertura de investigação do então presidente Michel Temer, ajudando a arquivar a denúncia do Ministério Público Federal.
Em janeiro de 2018, assumiu a presidência do Partido Humanista da Solidariedade (PHS), após o afastamento de Eduardo Machado..   
Em 2019, mudou-se para para o Progressistas (PP).  
Marcelo Aro recebeu ao menos 6,9 milhões de reais via orçamento secreto, medida utilizada no Governo Bolsonaro para garantir apoio parlamentar. O deputado votou a favor da PEC dos Precatórios, que permitiu a ampliação do orçamento secreto. 
Em seu segundo mandato, o deputado ausentou-se na votação sobre a autonomia do Banco Central e sobre a cassação do mantado de Flordelis. Votou contra o afrouxamento de regras da reforma da previdência para professores e a favor de afrouxamento similar para policiais; votou a favor da reforma da previdência. Votou a favor da privatização da Eletrobrás e dos Correios.
Marcelo Aro votou a favor do aumento do valor fundo eleitoral para R$ 4,9 bilhões. 

### Candidato ao Senado Federal (2022)
Em 2022, concorreu ao Senado pelo PP, ficando em terceiro lugar, com 19,68% dos votos válidos.    

### Secretário da Casa-Civil (2023-presente)
Em abril de 2023 foi anunciado pelo governador de Minas Gerais, Romeu Zema, que seria secretário-chefe da Casa-Civil.

## Desempenho eleitoral
| Ano  | Eleição                     | Partido | Candidato a      | Votos     | %      | Resultado  | ref.   |
| ---- | --------------------------- | ------- | ---------------- | --------- | ------ | ---------- | ------ |
| 2012 | Municipal de Belo Horizonte | PHS     | Vereador         | 9.412     | 0,75%  | Eleito     | [ 21 ] |
| 2014 | Estadual de Minas Gerais    | PHS     | Deputado Federal | 87.113    | 0,86%  | Eleito     | [ 22 ] |
| 2018 | Estadual de Minas Gerais    | PHS     | Deputado Federal | 107.219   | 1,06%  | Eleito     | [ 23 ] |
| 2022 | Estadual de Minas Gerais    | PP      | Senador          | 2.025.573 | 19,70% | Não Eleito | [ 24 ] |